# Jean Lafrenière
Pour les articles homonymes, voir Lafrenière.
Jean Lafrenière, né le 23 mai 1954 et mort le 5 avril 2004, est un poète québécois, figure importante de la communauté artistique de Trois-Rivières en Mauricie.

## Biographie
Jean Lafrenière a été copropriétaire du Café-bar Le Zénob à Trois-Rivières pendant vingt ans. Avec ses partenaires, il a maintenu vivant ce haut lieu de la culture. Associé de la première heure du Festival international de la poésie, initiateur de rencontres littéraires, de performances théâtrales et multidisciplinaires, il a contribué avec beaucoup de constance et de persévérance à la vie culturelle jusqu'à son décès en 2004. 
Le prix Jean Lafrenière du Festival international de la poésie a été créé en 2005 et récompense l’écrivain coup de cœur du public. Des textes de Jean Lafrenière ont été publiés dans Aux sources de Trois-Rivières aux éditions L’arbre à paroles, en Belgique, en 2006. Le texte Dans ce monde a été mis en musique par Manu Trudel et est chanté par Fabiola Toupin dans son nouvel album. 
Le comité de rédaction de l'éditeur était composé de Gilles Devault, Jean-Pierre Hamelin, Louis Jacob, Guy Rivard et Henri Wittmann.

## Publications
- Pas de nouvelles, pas de nouvelles : textes choisis, Trois-Rivières (Québec), Presses universitaires de Trois-Rivières, 2007 (ISBN 978-2-921990-01-1)Préface de Gilles Devault.